# Distretto di Nosy Be

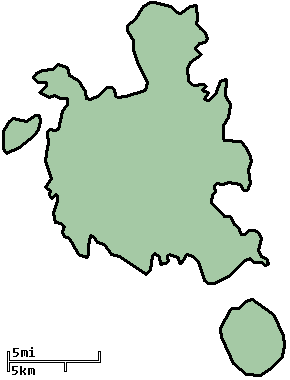

Il distretto di Nosy Be è un distretto del Madagascar situato nella regione di Diana. Ha per capoluogo la città di Nosy Be.
La popolazione del distretto è di 69 179 abitanti (censimento 2011).